# Marlene Kristensen
Marlene Kristensen (* 28. Mai 1973) ist eine ehemalige dänische Fußballspielerin. Als Nationalspielerin nahm sie 1997 an der Europa- und 1999 an der Weltmeisterschaft teil und kam in jeweils einem Turnierspiel zum Einsatz.

## Karriere

### Vereine
Kristensen spielte im Seniorinnenbereich ausschließlich für die in Odense auf der Insel Fünen ansässige Frauenfußballmannschaft des Odense BK in der seinerzeit unter den Namen Eliteserien höchsten Spielklasse im dänischen Frauenfußball. Im letzten Jahr ihrer Zugehörigkeit gewann sie mit der Mannschaft die Meisterschaft.

### Nationalmannschaft
Für die A-Nationalmannschaft bestritt sie in vier Jahren 20 Länderspiele. Ihre ersten drei Einsätze als Nationalspielerin für die DBU fanden in Freundschaftsspielen statt. Ihr Debüt in Kopenhagen am 27. Mai 1997 endete mit einem 2:2-Unentschieden gegen die Nationalmannschaft Deutschlands; sie wurde für Lene Jensen in der 62. Minute eingewechselt. Zwei Tage später und am selben Spielort trennte sie sich mit ihrer Mannschaft von der Nationalmannschaft Norwegens mit 1:1 unentschieden. Am 11. Juni erlebte sie in Chatonnaye den 5:1-Sieg über die Schweizer Nationalmannschaft spielerisch mit.
Sie gehörte dem Kader für die Europameisterschaft 1997 an, kam jedoch nur im ersten Spiel der Gruppe A zum Einsatz. Bei der 0:5-Niederlage gegen die Nationalmannschaft Norwegens am 30. Juni in Lillestrøm musste sie in der 57. Minute für Katrine Pedersen verletzungsbedingt ausgewechselt werden.
Im Spieljahr 1998 bestritt sie (die letzten) drei Spiele der WM-Qualifikationsgruppe 4 in der Klasse A und erzielte im letzten Gruppenspiel am 29. August in Odense beim 4:0-Sieg über die Nationalmannschaft Belgiens mit dem Treffer zum Endstand in der 80. Minute ihr erstes (und einziges) Länderspieltor. Zwei weitere Länderspiele, in denen sie mitwirkte, fanden am 25. und 27. Juli in einem Turnier im Rahmen der Goodwill Games 1998 in Hempstead im Nassau County auf Long Island statt (0:5 vs. USA, 1:1 vs. Norwegen).
Das Spieljahr 1999 wurde mit der Teilnahme ihrer Mannschaft am Turnier um den Algarve-Cup begonnen, in dem sie in allen drei Spielen der Gruppe B sowie im Spiel um Platz 3 (1:4 im Elfmeterschießen vs. Norwegen am 20. März in Quarteira) eingesetzt wurde. Zweit weitere in Freundschaft ausgetragenen Länderspiele (1:3 vs. Deutschland am 22. April in Saarbrücken, 0:4 vs. Schweden am 19. Mai in Jönköping) sowie ihr einziges Turnierspiel bei der Weltmeisterschaft (1:3 vs. Nordkorea am 24. Juni in Portland) beendeten ihr Spieljahr  – obwohl noch fünf Länderspiele ausstanden – aufgrund einer bereits in der fünften Minute erlittenen Fibulafraktur. Nach ihrer Genesung kam sie im Folgespieljahr zu ihren letzten vier Länderspielen. Im Turnier um den Algarve-Cup 2000 war sie in allen drei Spielen der Gruppe A aktiv, wie auch in ihrem letzten Länderspiel am 18. März in Lagoa bei der 2:3-Niederlage gegen die Nationalmannschaft Kanadas.

## Erfolge
- Dänischer Meister 2000